# Deerfield Beach
Deerfield Beach es una ciudad ubicada en el condado de Broward, en el estado estadounidense de Florida. En el censo de 2020, la ciudad tenía una población de  86.859 habitantes.Su población estimada a mediados de 2019 era de 81.066 habitantes. Forma parte del área metropolitana de Miami.

## Geografía
Deerfield Beach se encuentra ubicada en las coordenadas 26°18′42″N 80°7′32″O / 26.31167, -80.12556. Según la Oficina del Censo de los Estados Unidos, Deerfield Beach tiene una superficie total de 42,01 km², de la cual 38,72 km² corresponden a tierra firme y 3,30 km² es agua.

## Historia

### Inicio
La ciudad fue fundada el 11 de junio de 1925 aunque su trayectoria como pueblo se remonta a 1890 cuando se fundó un pequeño pueblo llamado «Hillsboro» en las orillas del río Hillsboro. En 1898 el pueblo tenía una población de veinte habitantes y ya tenía su propia oficina de correos y se cambió el nombre del pueblo a «Deerfield» en honor a la gran cantidad de ciervos que pastoreaban por la zona. 
En 1939 el ayuntamiento cambió el nombre de la ciudad de «Deerfield» a «Deerfield Beach» para resaltar sus playas y su ubicación en la costa del Atlántico.

### SigloXXI
Marwan al-Shehhi y otros componentes del ataque de los secuestradores de los aviones del 11 de septiembre de 2001 se alojaron en el Panther Motel en Deerfield Beach a principios de septiembre de 2001.
A mediados de los 2000, los proyectos urbanísticos de primera línea de playa cerca de Deerfield, protagonizaron la mayor controversia local. Grupos como el Original Save Our Beach (Protegamos nuestra playa) se han opuesto muy activamente a estos proyectos y a su desarrollo.

## Demografía

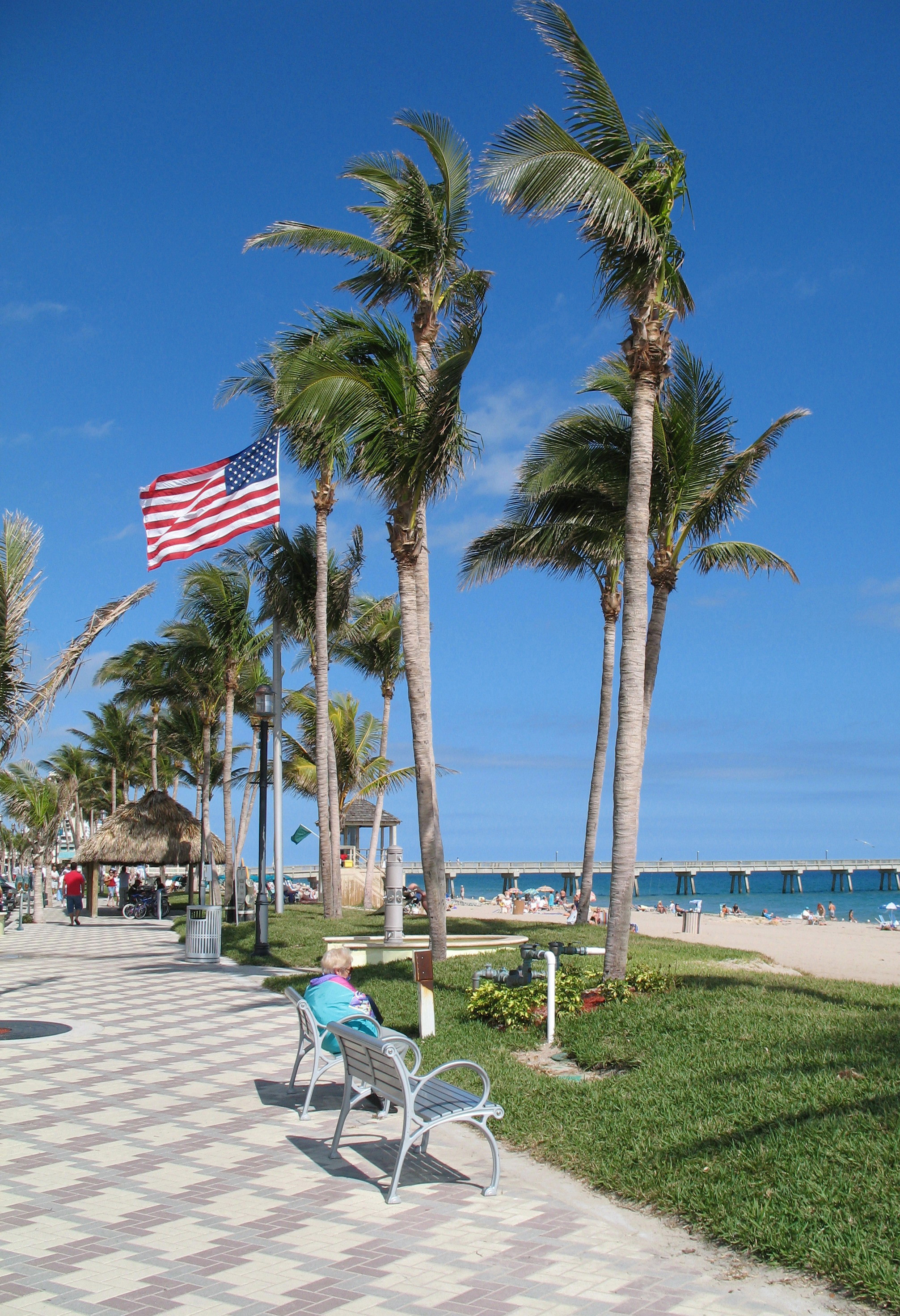
Deerfield Beach con el embarcadero visible de fondo

Según el censo de 2010, había 75.018 personas residiendo en Deerfield Beach. La densidad de población era de 1.783,1 hab./km². De los 75.018 habitantes, Deerfield Beach estaba compuesto por el 65.77% blancos, el 25.62% eran afroamericanos, el 0.21% eran amerindios, el 1.53% eran asiáticos, el 0.03% eran isleños del Pacífico, el 4.14% eran de otras razas y el 2.69% pertenecían a dos o más razas. Del total de la población, el 14.16% eran hispanos o latinos de cualquier raza.

## Puntos de interés

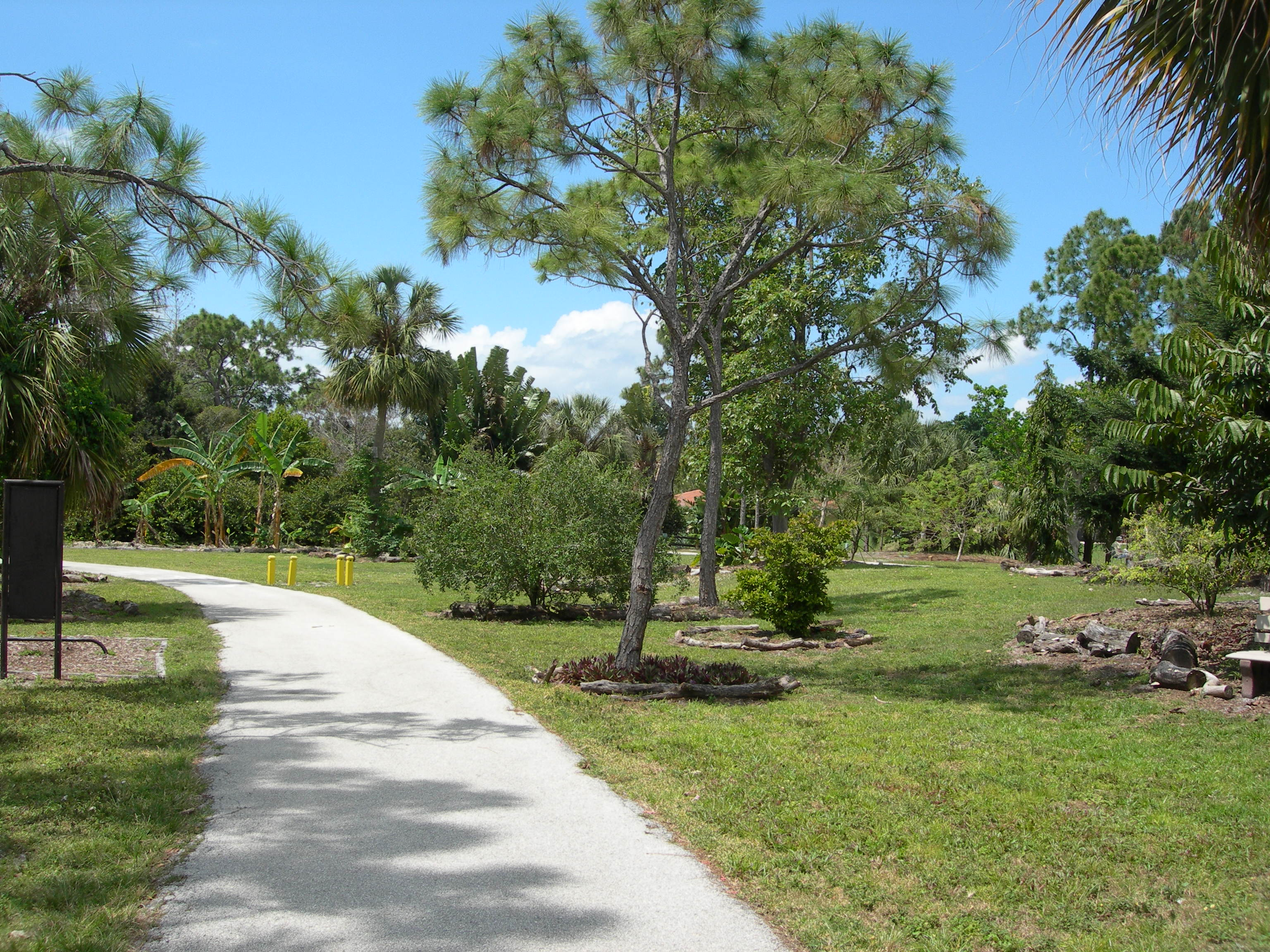
El Arboreto de Deerfield Beach.

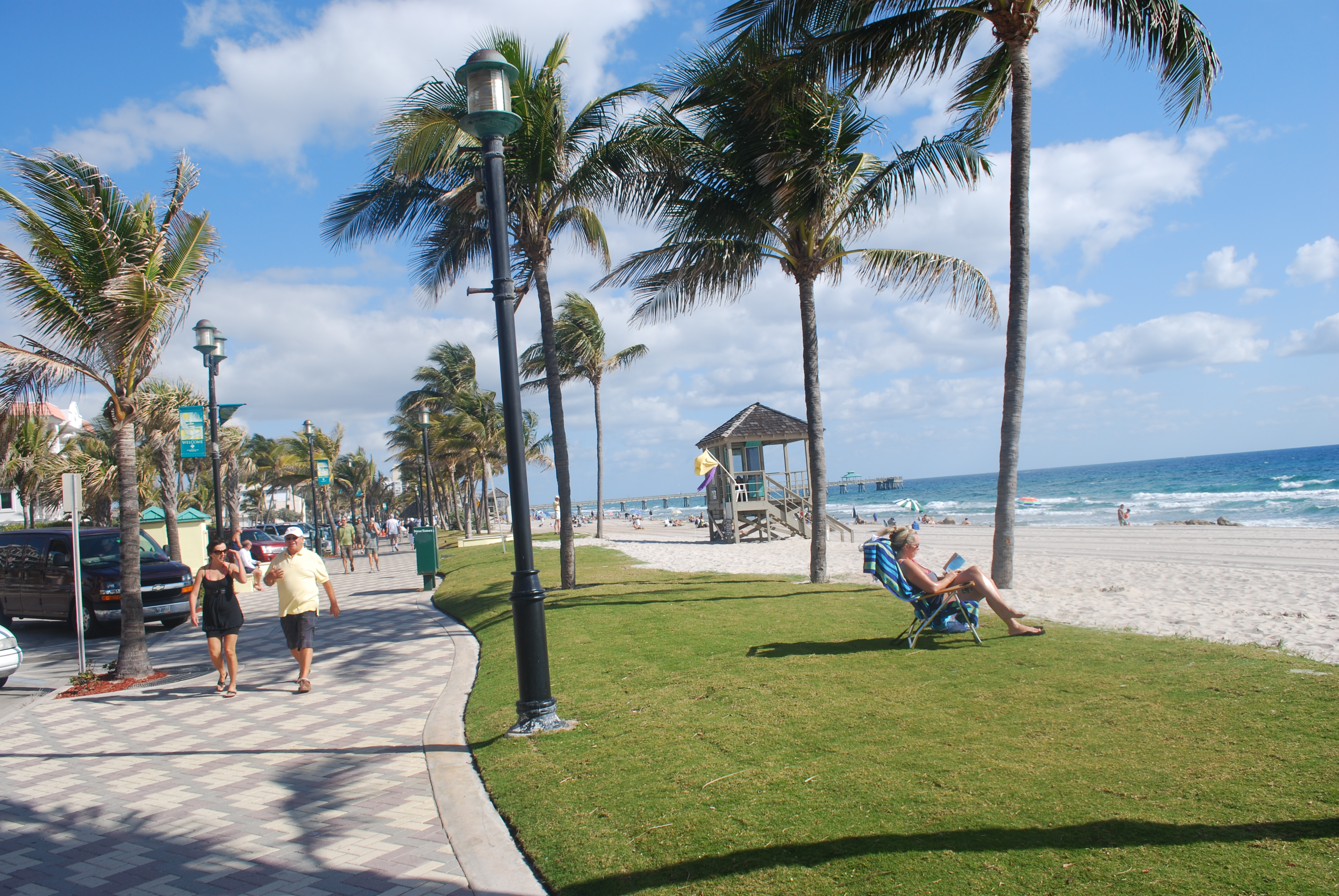
Deerfield Beach

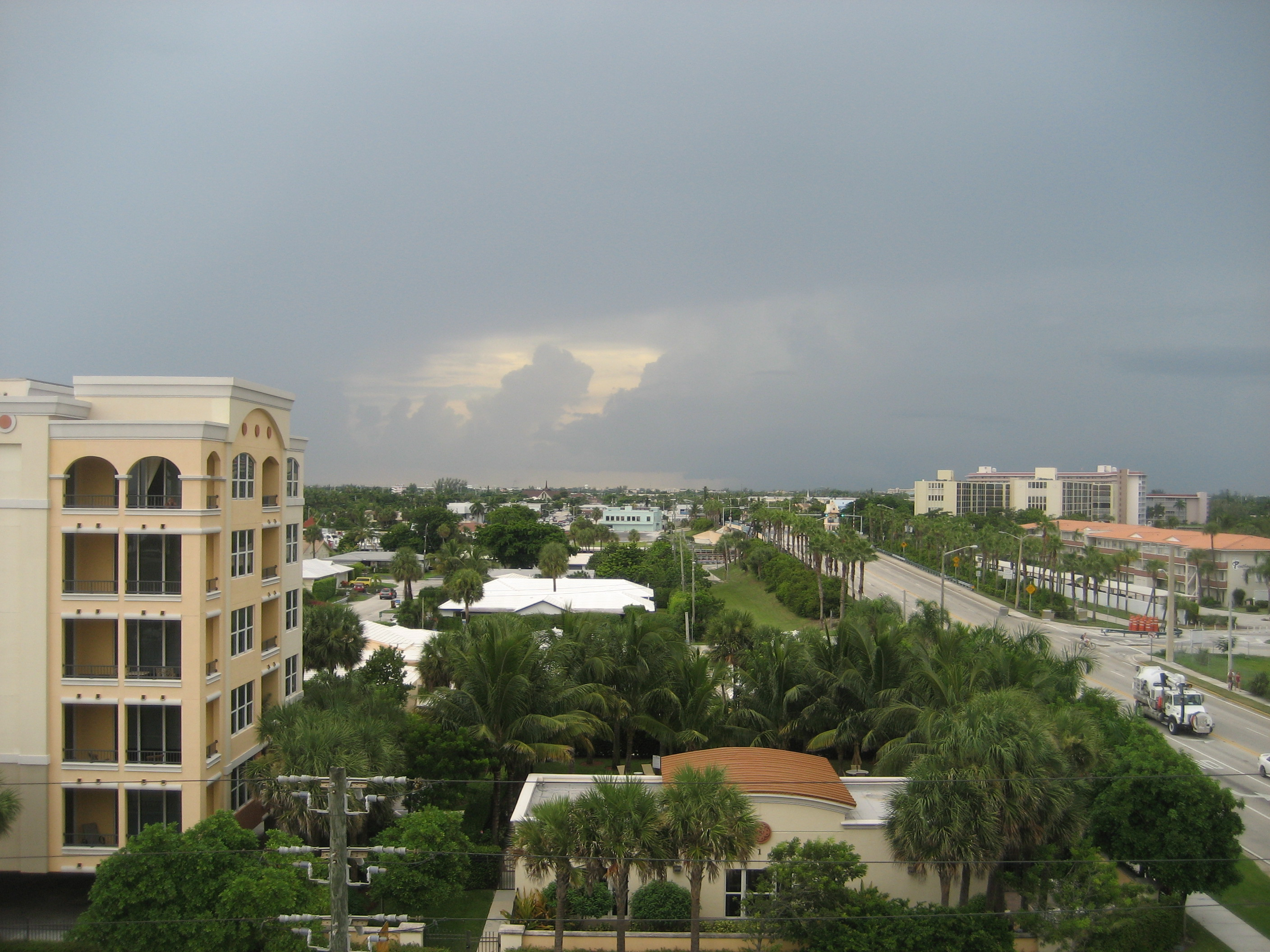
Una vista del interior de Deerfield Beach

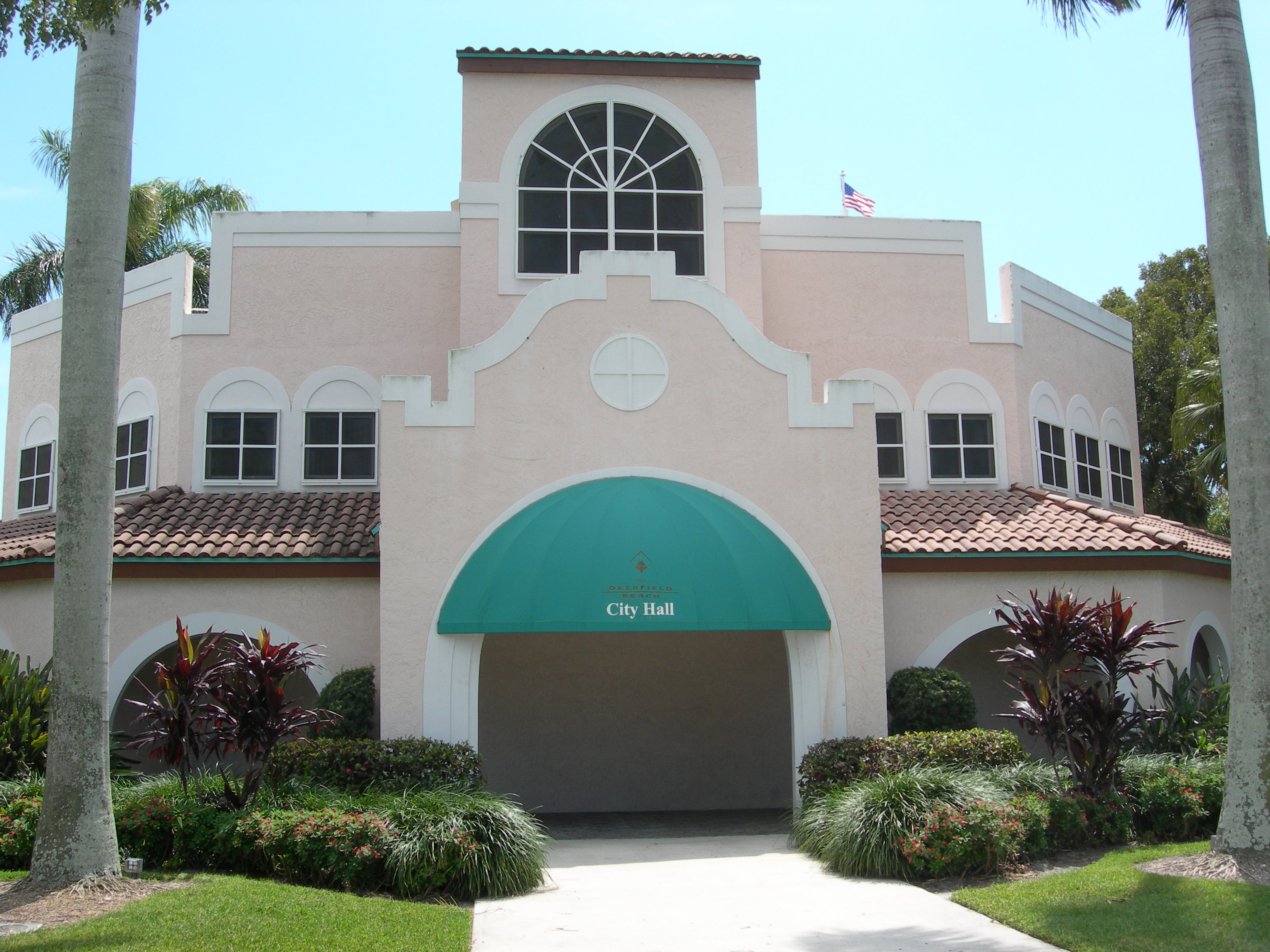
Ayuntamiento de Deerfield Beach

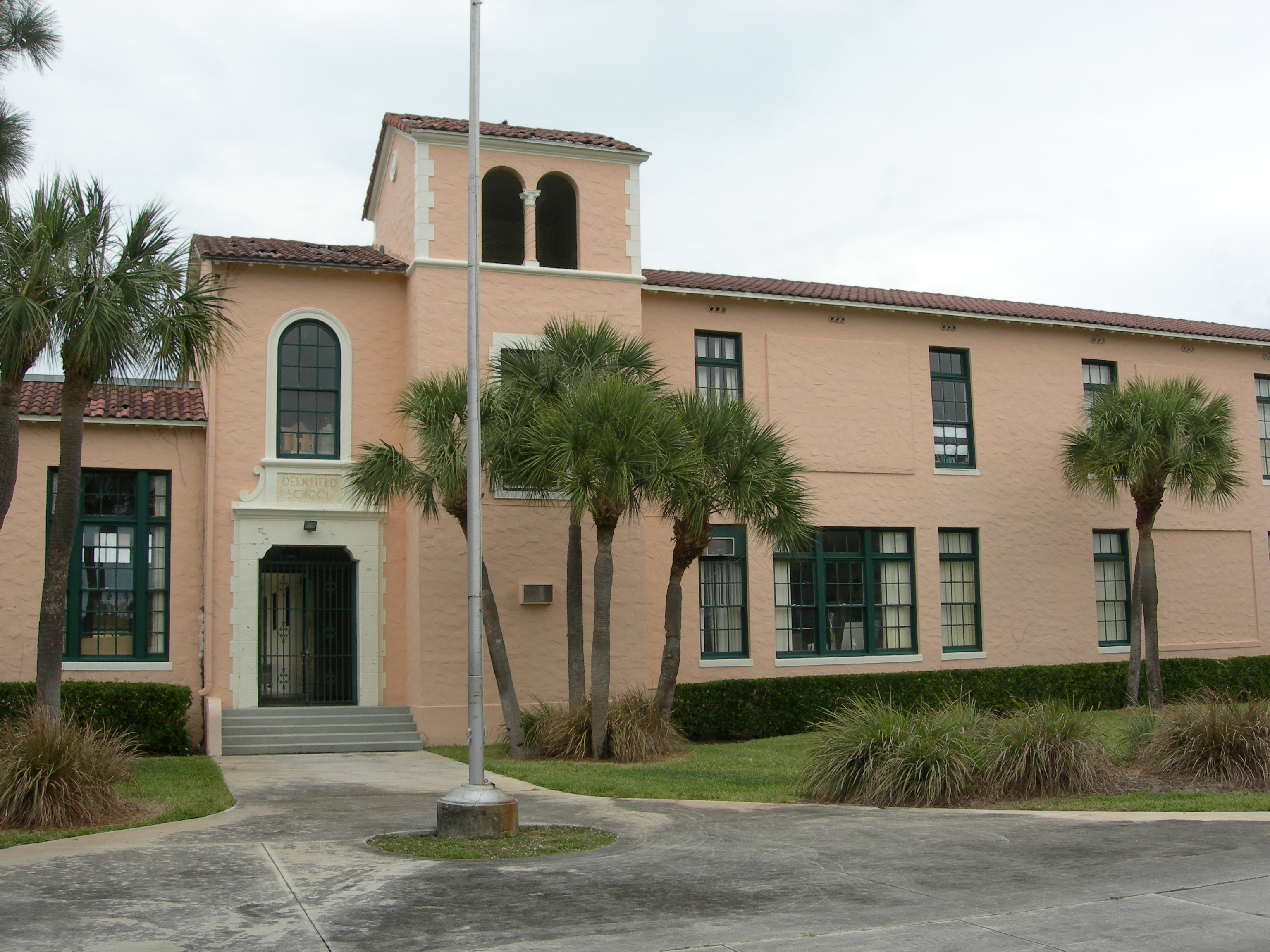
Escuela Primaria de Deerfield Beach.

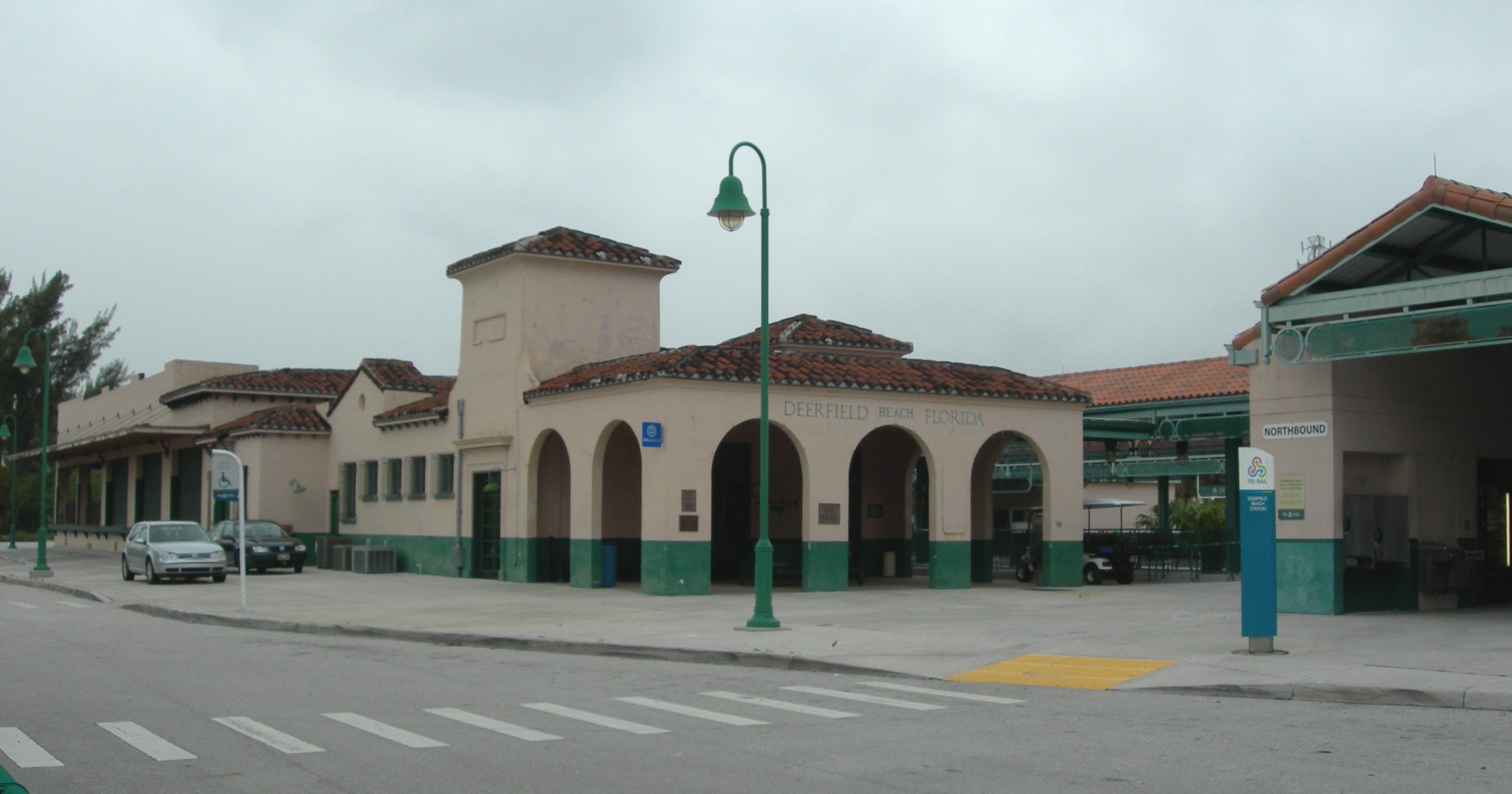
Estación de tren de Deerfield Beach.

- Arboreto de Deerfield Beach
- Muelle de Deerfield Beach
- Deerfield Island Park
- Quiet Waters Park

## Educación
Hay cinco escuelas públicas localizadas en Deerfield Beach, además de numerosas instituciones privadas. Las escuelas públicas están administradas por el Broward County Public Schools del distrito.

### Escuelas públicas
- Deerfield Beach Elementary School
- Deerfield Park Elementary
- Quiet Waters Elementary School
- Deerfield Middle School
- Deerfield Beach High School

### Escuelas privadas
- Highlands Christian Academy
- Zion Lutheran Christian School
- St. Ambrose Catholic School

### Bibliotecas
Hay dos sucursales de la red de bibliotecas públicas de la Biblioteca del Condado de Broward en Deerfield Beach:
- Deerfield Beach Percy White
- Century Plaza

## Transporte
- Estación de Deerfield Beach que presta servicio al cercanías de Tri-Rail con destinos de Miami y West Palm Beach y la red nacional de ferrocarriles de Amtrak.
- Broward County Transit para autobuses locales

## Compañías con sede en Deerfield Beach
- Advanced Processing & Imaging
- JM Family Enterprises
- Southeast Toyota Distributors
- MAPEI Americas Headquarters

## Ciudades hermanadas
Deerfield Beach es una de las ciudades hermanadas de, como ha sido designada por el Sister Cities International:
- Acre, Distrito Norte, Israel